# Dave Hawker
David Hawker (sinh ngày 29 tháng 11 năm 1958) là một cựu cầu thủ bóng đá người Anh có 130 lần ra sân ở Football League thi đấu cho Hull City và Darlington trong các thập niên 1970 và 1980. Là một tiền vệ, ông cũng thi đấu bóng đá non-league cho các câu lạc bộ bao gồm Bishop Auckland, Brandon United, Whitley Bay, nơi ông ghi bàn giúp Bay vô địch Northumberland Senior Cup 1986–87, và South Bank.